# Friedrich Kühn
Friedrich Kühn (7. srpna 1889, Eutin – 15. února 1944, Berlín) byl německý generál tankových vojsk. Je pohřben na hřbitově Waldfriedhof Dahlem v Berlíně.

## Život

### Před druhou světovou válkou
Narodil se 7. srpna v okresním městě Eutin v Šlesvicku-Holštýnsku. Dne 3. března 1909 zahájil vojenskou kariéru, kdy jako kadet vstoupil do pruské armády. Dne 19. listopadu 1909 byl povýšen na praporčíka. Roku 1914 byl povolán na frontu. V roce 1918 byl povýšen na kapitána.

### Druhá světová válka

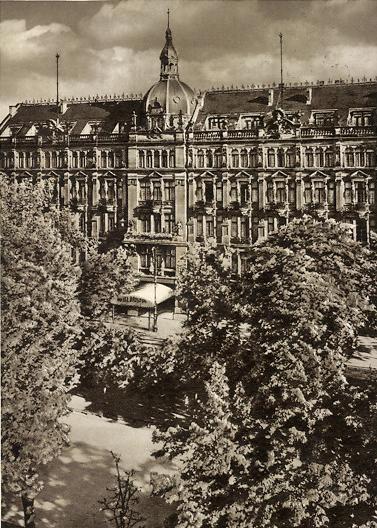
Hotel Bristol

Na začátku války byl velitelem tankové školy. Dne 10. února 1940 se stal velitelem 3. tankové divize. Poté se stal velitelem 14 tankové divize, která zahajovala invazi do Jugoslávie. Poté byla 14. divize přesunuta k vojskům 1. tankové skupiny, která byla ve Skupině armád jih a zúčastnila operace Barbarossa. Pod Kühnovým velením dobyla Luck. Divize poté byla přesunuta k dobytí Rostovu. V roce 1942 vedl Kühn protiútok v oblasti Izjumu. Dne 1. května 1943 byl povýšen na generála tankových vojsk. Dne 15. února 1944 podnikli spojenci bombardování Berlína, při kterém byl zničen hotel Bristol, jednou z obětí byl i Kühn.  